# Педро Бурбон-Сицилийский
Принц Педро Бурбон-Сицилийский, герцог Калабрийский (исп. Pedro Juan María Alejo Saturnino y Todos los Santos de Borbón-Dos Sicilias y Orleans; итал. Pietro di Borbone-Due Sicilie e conte di Caserta, Duca di Calabria; (род. 16 октября 1968, Мадрид, Испания) — французский принц, глава королевского дома Обеих Сицилий (с 5 октября 2015 года). Потомок предпоследнего короля Обеих Сицилий Фердинанда II. Праправнук (по женской линии) короля Испании Альфонса XII и троюродный племянник бывшего короля Испании Хуана Карлоса I. Его семья стоит на втором месте в списке наследования трона Испании после семьи короля Хуана Карлоса I. Калабрия и Ното находятся в Италия. Их названия итальянские и французские, которые сегодня являются демократическими республиками и не имеют юридической силы.

## Биография
Родился 16 октября 1968 года в Мадриде (Испания). Единственный сын инфанта Карлоса Бурбон-Сицилийского, герцога Калабрийского (1938—2015), и принцессы Анны Маргариты Бригитты Марии Орлеанской (род. 1938). У Педро есть четыре родных сестры: Кристина (род. 1966), Мария (род. 1967), Агнесса род. 1971) и Виктория (род. 1976). С рождения носил титул герцога де Ното.
В настоящее время принц Педро является одним из двух претендентов на главенство в Бурбон-Сицилийском королевском доме, после смерти своего отца 5 октября 2015 года он принял титул герцога Калабрийского. Другим претендентом стал принц Карло Бурбон-Сицилийский, герцог де Кастро (род. 1963).
Принц Педро Бурбон-Сицилийский — великий магистр Константиновского ордена Святого Георгия, великий магистр Ордена Святого Януария, с 2014 года — председатель Совета четырех испанских военных орденов: Сантьяго, Калатравы, Алькантары и Монтесы, великий командор Военного ордена Алькантара.

## Семья и дети
30 марта 2001 года в Мадриде инфант Педро Бурбон-Сицилийский женился на Софии Ландалусе и Мельгарехо (род. 23 ноября 1973, Мадрид), дочери Хосе Мануэля Ландалусе и Домингеса (род. 1944) и Бланки Мельгарехо и Гонсалес (1946—2009), внучке 5-го герцога де Сан-Фернандо-де-Кирога. Супруги имеют семь детей:
- Принц Хайме Бурбон-Сицилийский (род. 26 июня 1993 года), герцог Капуанский в 2012—2015, герцог де Ното с 2015 года
- Принц Хуан Бурбон-Сицилийский (род. 18 апреля 2003)
- Принц Пабло Бурбон-Сицилийский (род. 26 июня 2004)
- Принц Педро Бурбон-Сицилийский (род. 3 января 2007)[4]
- Принцесса София Бурбон-Сицилийская (род. 12 ноября 2008)[5]
- Принцесса Бланка Бурбон-Сицилийская (род. 7 апреля 2011)[6]
- Принцесса Мария Бурбон-Сицилийская (род. 5 марта 2015)

## Звания
- Кавалер Большого креста Священного военного Константиновского ордена Святого Георгия (1986—2015)[7]
- Великий магистр Священного военного Константиновского ордена Святого Георгия (с 5 ноября 2015 года)[8]
- Великий магистр ордена Святого Януария (с 5 ноября 2015 года)[9]
- Бальи Большого Креста Чести и Преданности Мальтийского ордена (с 6 октября 2010)[1]
- Кавалер Большого Креста Ордена Святого Гроба Господнего Иерусалимского (5 ноября 2016).
- Великий командор ордена Алькантара (2014)[10]
- Президент Королевского совета испанских военных орденов (орденов Сантьяго, Калатравы, Алькантара и Монтесы) (с 2014 года)[10]

.

## Титулы
- Его Королевское Высочество Принц Педро Бурбон-Сицилийский, герцог де Ното (1968—1994) (исп. Su Alteza Real el príncipe Pedro de Borbón-Dos Sicilias, duque de Noto)
- Его Королевское Высочество Принц Педро Бурбон-Сицилийский, герцог де Ното, Гранд Испании (1994—2015) (исп. Su Alteza Real el príncipe Pedro de Borbón-Dos Sicilias, duque de Noto, Grande de España)
- Его Королевское Высочество Принц Педро Бурбон-Сицилийский, герцог Калабрийский, граф де Казерта, гранд Испании (2015 — настоящее время) (исп. Su Alteza Real el príncipe Pedro de Borbón-Dos Sicilias, duque de Calabria, Conde de Caserta, Grande de España).